# Katt över vägen
Katt över vägen är en svensk kortfilm från 1937 med regi och manus av Gunnar Skoglund. Fotograf var Martin Bodin och musikkompositör Jules Sylvain. Filmen är 14 minuter lång och barntillåten.

## Rollista
- Sigurd Wallén – Sigurd Wallén, filmregissören
- Anna Widforss – fru Ceder, skådespelare
- Signhild Björkman	– Ebba Ebbhardt, teaterelev
- Mirka Angostura d'Angora – angorakatten

### Ej krediterade
- Birgit Tengroth – skådespelare i fönstret
- Bengt Djurberg – skådespelare i fönstret
- Ingrid Bergman – kvinna som pudrar sig
- Martin Bodin – filmfotograf
- Åke Dahlqvist – filmfotograf
- Lizzy Stein – sångare
- Åke Jensen – hennes fästman
- Jules Sylvain – pianist
- Gustaf Molander – filmregissör
- Gunnar Skoglund – filmspeaker
- Gaston Cornelius – ljudtekniker
- Tor Borong – Borong, inspicient
- Eugén Hellmann – filmklippare